# Bank Handlowy
O Bank Handlowy (BHW) ou Citi Handlowy é um banco polonês com sede em Varsóvia, criado em 1870. É um dos bancos mais antigos da Polônia e da Europa. É o 10º maior banco da Polônia em termos de ativos e 18º em termos de número de pontos de venda.
Atualmente, opera sob a marca Citi (anteriormente Citibank) e pertence ao Citigroup. Sua sede atual é no Palácio Jabłonowski.

## História
Foi fundada em 1870 por um grupo de financiadores da burguesia, proprietários de terras e intelligentsia. O iniciador foi o financiador Leopold Stanisław Kronenberg (1812-1878). O primeiro presidente do banco foi Józef Zamoyski.
Em 1872, o banco tinha filiais e escritórios em São Petersburgo, Moscou, Berlim, Gdańsk (Commerzbank em Warschau), Szczecin e Łódź, e escritórios de representação em Włocławek, Płock, Grójec, Guzów, Lublin e Rawa Mazowiecka. Nos anos seguintes, abriu filiais em outras cidades, incluindo Sosnowiec (1895), Częstochowa (1897) e Kalisz (1898). Nos primeiros anos do século XX, o banco era o maior banco privado em terras polonesas e um dos poucos serviços financeiros líderes no comércio com a Rússia e a Europa Ocidental. Durante esse período, o volume de negócios do banco flutuou no nível de 2 bilhões de rublos, valor superior à soma do orçamento do então Império Russo.
O banco deu uma contribuição significativa para a construção da rede ferroviária e das principais plantas industriais no Reino da Polônia. Nas décadas de 1920 e 1930, o banco representou os ativos do governo polonês em inúmeras empresas internacionais, principalmente no estaleiro Danzig. O banco não interrompeu suas atividades durante as duas guerras mundiais, apenas limitou a atividade. Durante a Segunda Guerra Mundial, as agências do banco nas áreas anexadas pela Alemanha foram liquidadas, enquanto as do governo geral operavam sob o controle estrito das autoridades de ocupação.
Reativado em 1945, o banco era uma empresa industrial e comercial privada e cooperativa. Como um dos três bancos que escaparam da nacionalização formal após a guerra, foi submetido ao controle de um comissário do governo e o estado tomou uma quantidade significativa de ações. Durante a República Popular da Polônia, era um dos dois bancos (juntamente com a Pekao SA), operando como uma sociedade por ações.
Depois de 1945, o banco foi o principal banco estrangeiro polonês e, em 1964, recebeu o monopólio oficial das transações comerciais polonesas. Isso resultou da construção da então maior rede institucional financeira polonesa de bancos correspondentes, da abertura de uma agência em Londres, escritórios de representação estrangeira na Nova Iorque, Moscou, Belgrado, Roma e Berlim e afiliação em Viena, Luxemburgo e Frankfurt. Depois de 1989, o banco perdeu uma posição privilegiada no comércio exterior e começou a se transformar gradualmente em um banco comercial, abrindo várias agências em todo o país.
Durante a transformação política, o banco (especialmente uma agência bancária no Luxemburgo) teve um papel significativo no escândalo do Fundo de Serviço da Dívida Externa (Fundusz Obsługi Zadłużenia Zagranicznego - FOZZ) Zbigniew Masłowski, Diretor do Banco Comercial do Luxemburgo no anos 1985 - 1990, tentou se opor a essa prática. Um grande número de operações de câmbio realizadas pela FOZZ foi apenas através do banco. Uma inspeção do banco pelo Supremo Serviço de Auditoria (Polônia), liderada pela Inspetor Halina omadomirska em 1991-1992, revelou inúmeras irregularidades. O relatório mostra que, durante o período de controle do mercado de câmbio, eles foram operados em detrimento da economia polonesa, com perdas estimadas durante esses dois anos de 5 a 10 bilhões de dólares.
Em 1997, o banco foi privatizado.

## O banco atual

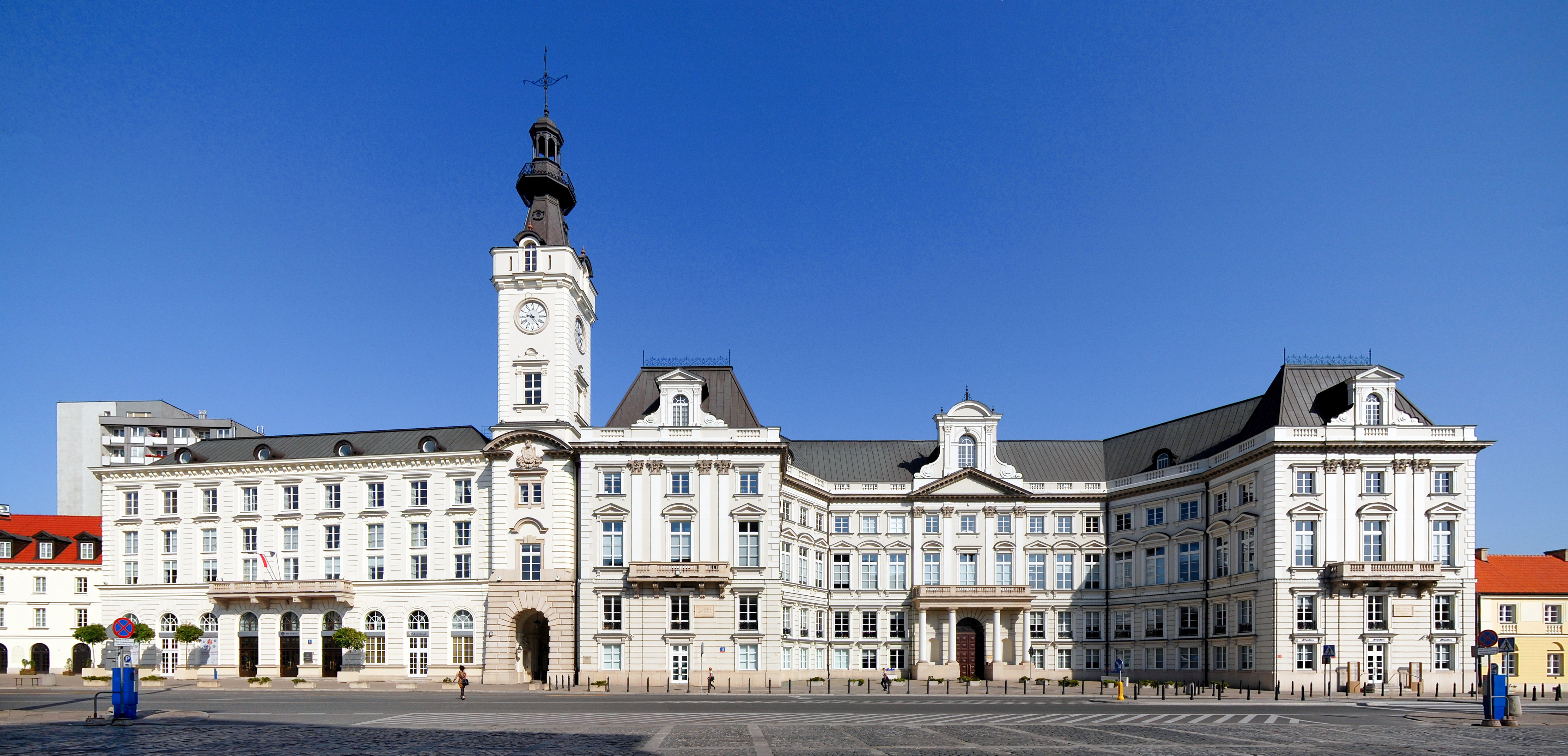
Palácio Jabłonowski, sede principal

Em 2001, o Bank Handlowy fundiu-se com o Citibank (Polônia) SA. Atualmente, o maior acionista é o Citibank, NA (desde 14 de agosto de 2007, eles têm 75% das ações e 75% dos votos na Assembleia Geral).
Desde junho de 1997, o Bank Handlowy está listado na Bolsa de Valores de Varsóvia e está listado no índice WIG20.

## Lista de diretores
- 1870-1871 - Józef Zamoyski
- 1872-1878 - Leopold Stanisław Kronenberg
- 1878-1880 - Juliusz Wertheim
- 1881-1887 - Stanisław Leopold Kronenberg
- 1888-1926 - Leopold Julian Kronenberg
- 1927-1931 - Stanisław Sebastian Lubomirski
- 1932-1939 - August Zaleski
- 1939-1944 - Józef Żychliński
- 1945-1946 - Stanisław Wachowiak
- 1947-1948 - Jerzy Jurkiewicz
- 1949-1951 - Zygmunt Karpiński
- 1951-1956 - Jakub Prawin
- 1956-1966 - Michał Rola-Żymierski
- 1967-1968 - Stanisław Majewski
- 1968-1973 - Henryk Kisiel
- 1974-1977 - Witold Bień
- 1978-1980 - Marian Krzak
- 1981-1986 - Witold Bień
- 1986-1988 - Andrzej Dorosz
- 1989-1990 - Janusz Sawicki
- 1991-1996 - Andrzej Olechowski
- 1996-1998 - Grzegorz Wójtowicz
- 1998-2000 - Andrzej Olechowski
- 2000-2012 - Stanisław Sołtysiński
- 2012- Andrzej Olechowski